# NGC 1036
NGC 1036 é uma galáxia  localizada na direcção da constelação de Aries. Possui uma declinação de +19° 17' 49" e uma ascensão recta de 2 horas, 40 minutos e 29,0 segundos.
A galáxia NGC 1036 foi descoberta em 29 de Novembro de 1785 por William Herschel.